# Шуховское сельское поселение
Шуховское сельское поселение — сельское поселение в Знаменском районе Омской области.
Административный центр — село Шуховское (с. Шухово. Телефон 8(38179)33-4-46)

## География
Расстояние до областного центра 381 км.
На севере поселение граничит с Тевризским районом Омской области. Общая площадь поселения составляет 0,6 тыс. кв. км. или 16,7 % от территории Знаменского района.
Площадь сельскохозяйственных угодий составляет 26194 га., земли сельского поселения составляет 603 га., лесной фонд — 10 % площади поселения, общий запас древесины — 0,32 млн.куб. м.

## История
Шуховское сельское поселение образовано в 01.01.2006 году и расположено на севере Знаменского района.

## Административное деление
| статус  | населённый пункт | год основания |
| ------- | ---------------- | ------------- |
| село    | Шу́хово           | 1660          |
| деревня | Кондра́шино       | 1676          |
| деревня | Ли́повка          | 1901          |
| деревня | Малобутако́во     | ?             |
| деревня | Малоче́редово     | ?             |
| деревня | Ту́заклы          | 1886          |

## Население
Население поселения на 01.01.2011 года составляет 1305 человек, плотность населения 1,83 человек на 1 кв.км.
Численность население за последние 3 года:
- 2009 — 1316 человек (632 м — 684 ж)
- 2010 — 1327 человек (634 м — 693 ж)
- 2011 — 1305 человек (630 м — 675 ж)

Национальный состав населения:
• русские — 95,5 %
• другие — 0,5 %
Распределение населения по населённым пунктам:
- с. Шухово — 754 человека
- д. Кондрашино — 216 человек
- д. Тузаклы — 139 человек
- д. Малобутаково — 84 человека
- д. Липовка — 78 человек
- д. Малочередово — 34 человека

## Инфраструктура
Протяжённость дорог составляет 50 км, из них дорог с твёрдым покрытием — 45 % (22 км.)
Виды транспортного сообщения автомобильный.